# Černovice (okres Blansko)
Černovice jsou obec v okrese Blansko v Jihomoravském kraji. Žije zde 375 obyvatel.

## Historie
První písemná zmínka o obci pochází z roku 1286, kdy se připomíná místní fara. Černovice byly od roku 1455 poddány hradu Louce, od roku 1496 spadaly pod pernštejnské panství.

## Obyvatelstvo
| Rok            | 1869 | 1880 | 1890 | 1900 | 1910 | 1921 | 1930 | 1950 | 1961 | 1970 | 1980 | 1991 | 2001 | 2011 | 2021 |
| -------------- | ---- | ---- | ---- | ---- | ---- | ---- | ---- | ---- | ---- | ---- | ---- | ---- | ---- | ---- | ---- |
| Počet obyvatel | 608  | 634  | 651  | 638  | 607  | 603  | 593  | 455  | 449  | 403  | 378  | 359  | 332  | 353  | 369  |
| Počet domů     | 73   | 96   | 98   | 101  | 98   | 105  | 110  | 117  | 107  | 102  | 96   | 135  | 132  | 148  | 156  |

## Obecní symboly
Znak a vlajka byly obci uděleny rozhodnutím předsedy Poslanecké sněmovny Parlamentu České republiky dne 27. dubna 1999.

## Pamětihodnosti
- Kostel Narození svatého Jana Křtitele
- Fara
- Kříž

## Galerie

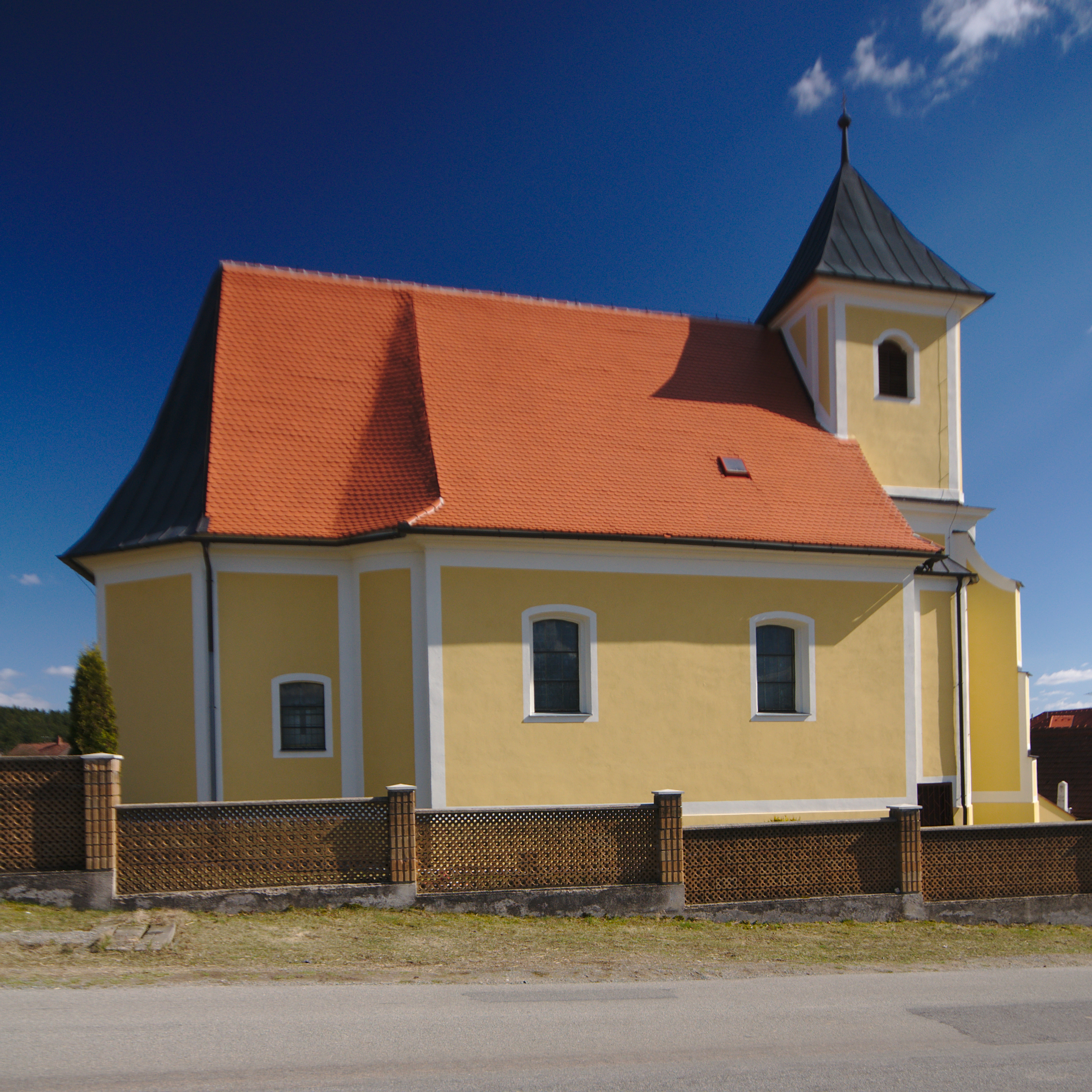
Kostel Narození svatého Jana Křtitele
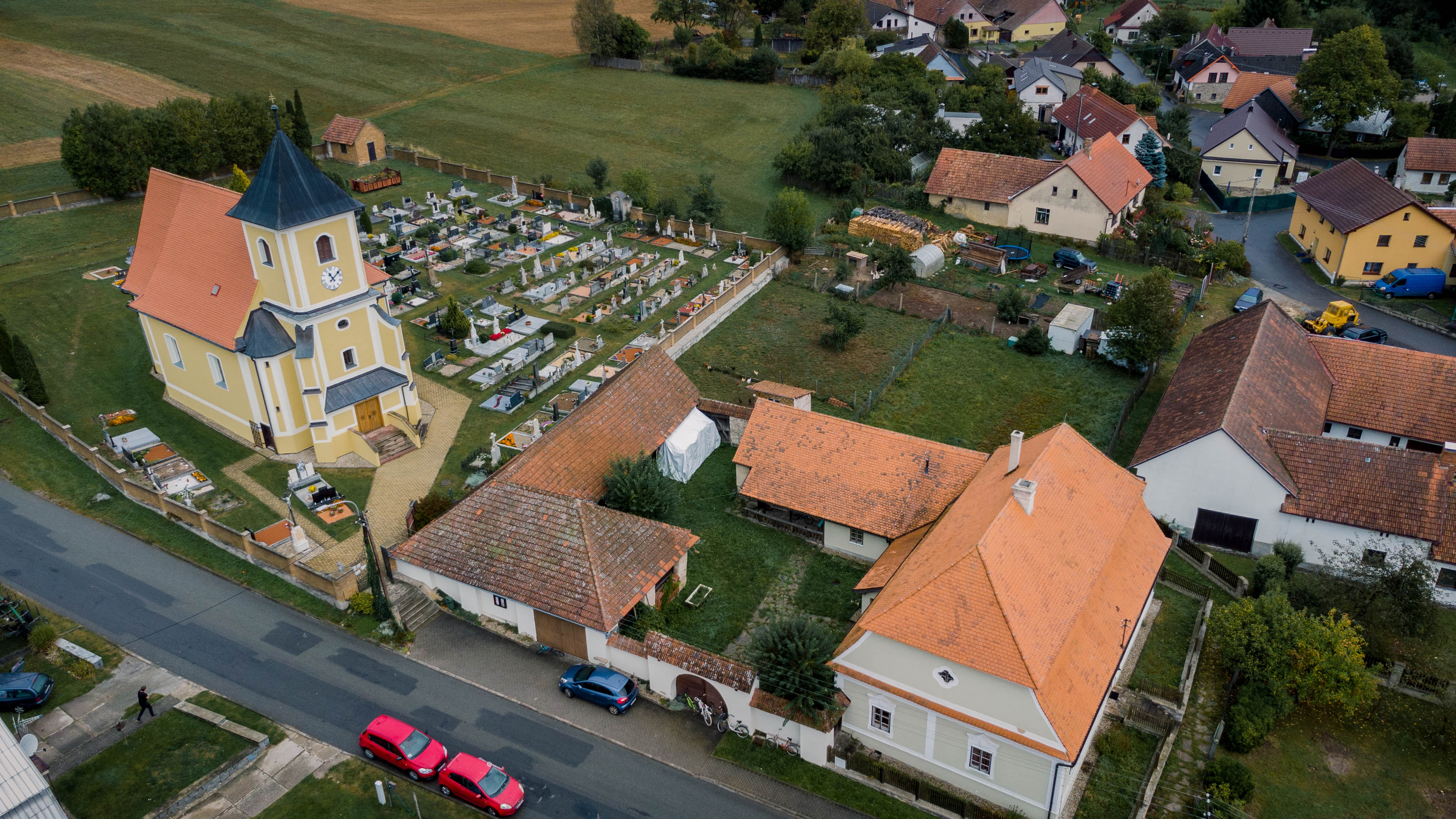
Kostel se hřbitovem a farou
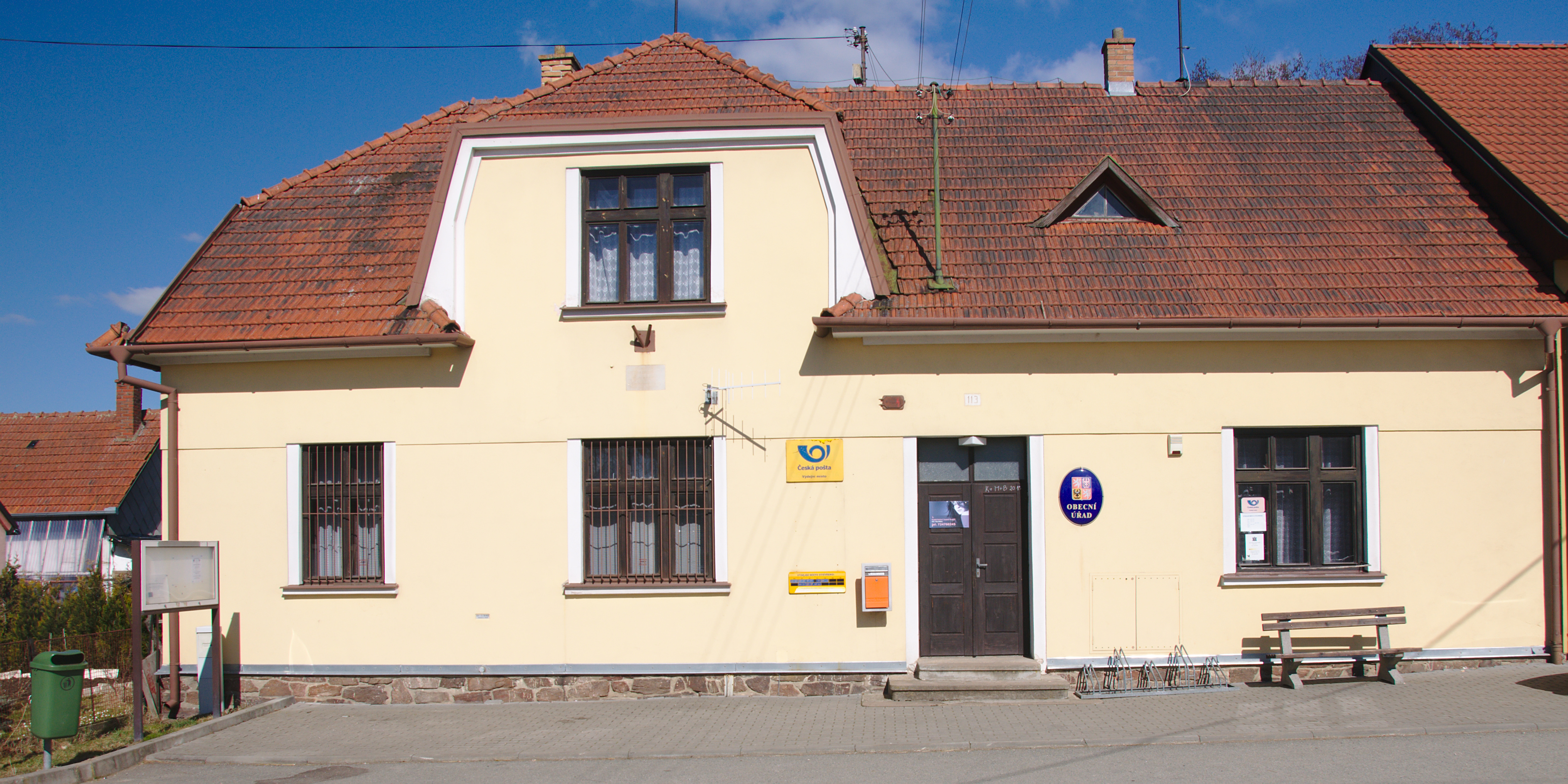
Obecní úřad a pošta
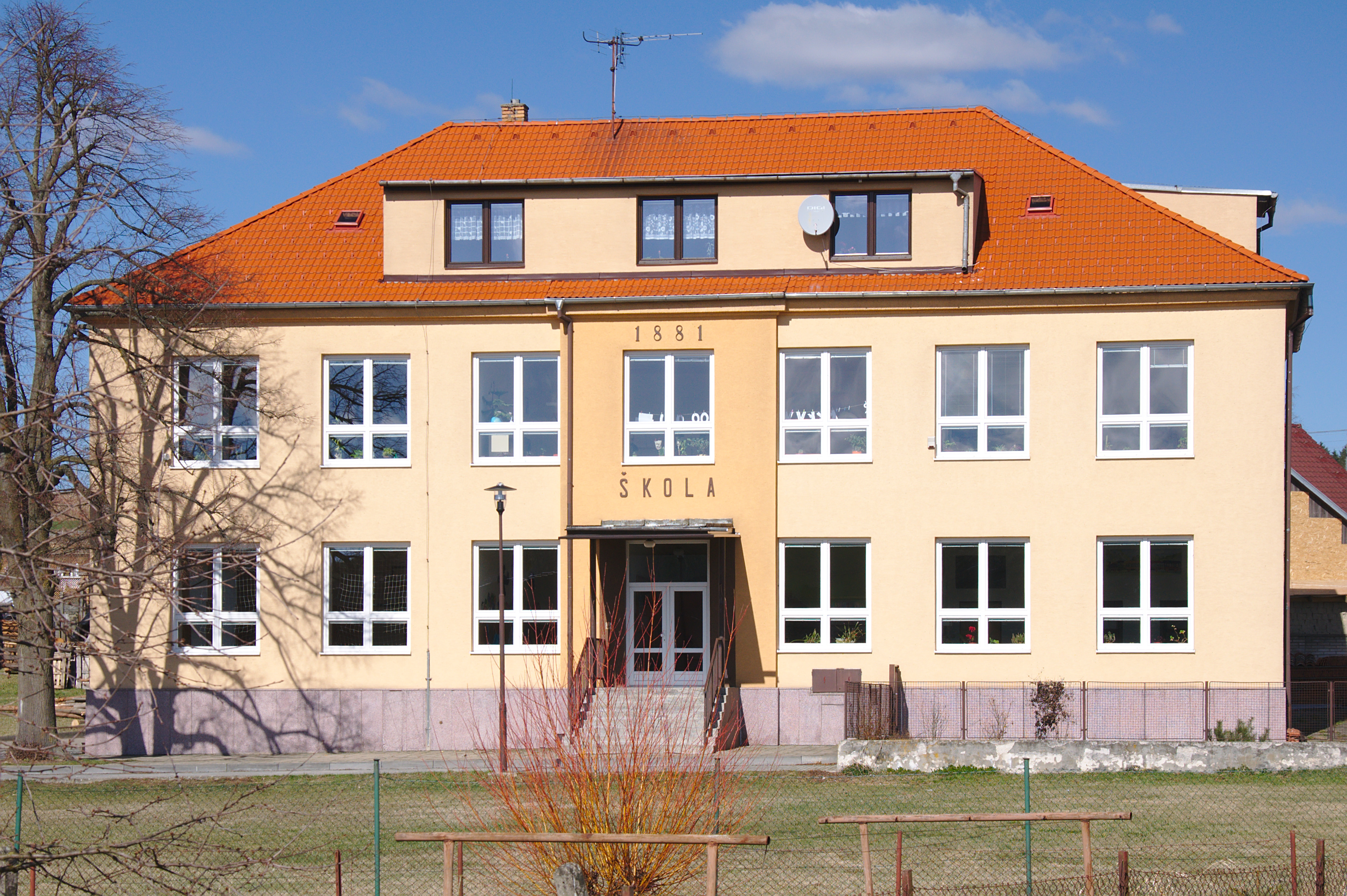
Škola
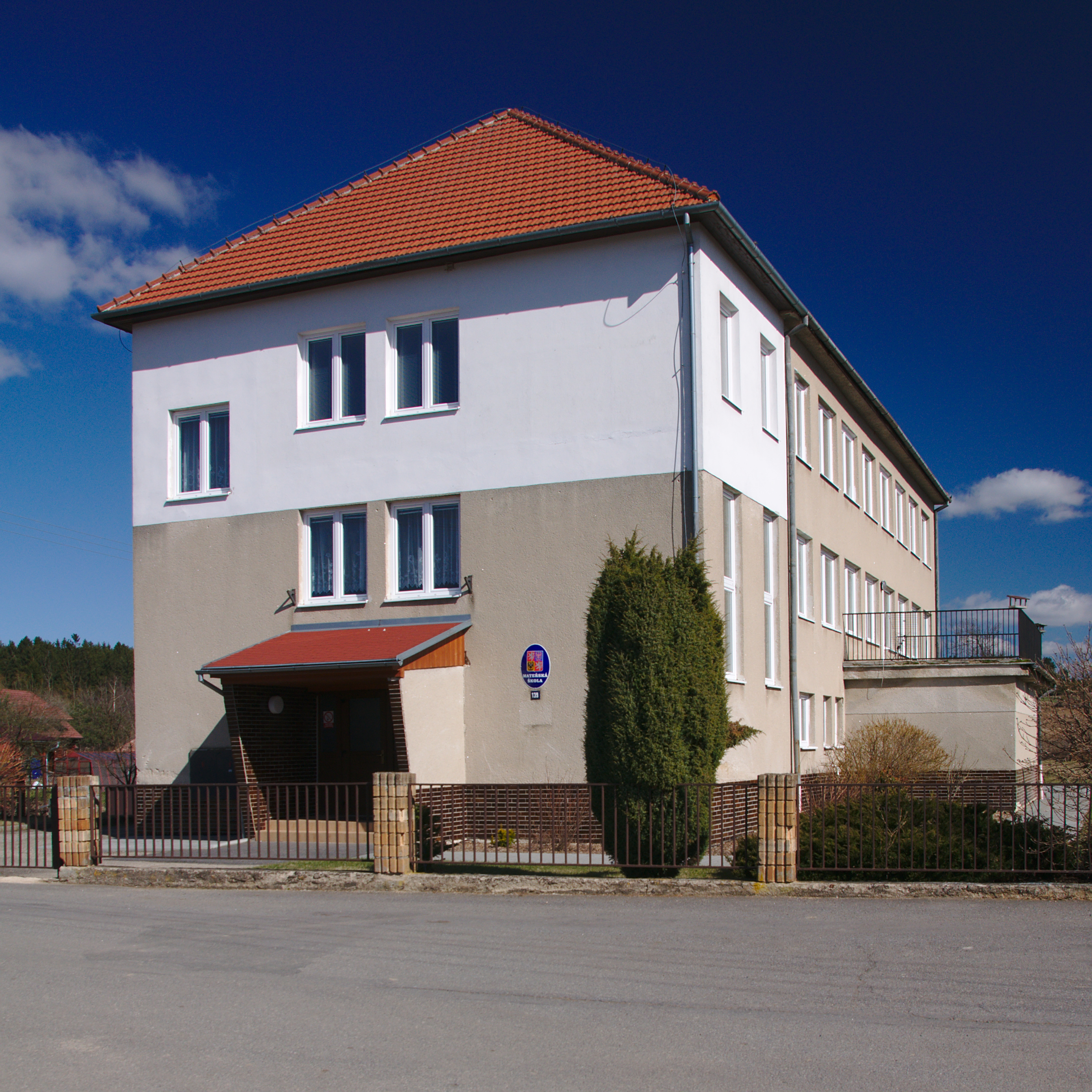
Mateřská škola
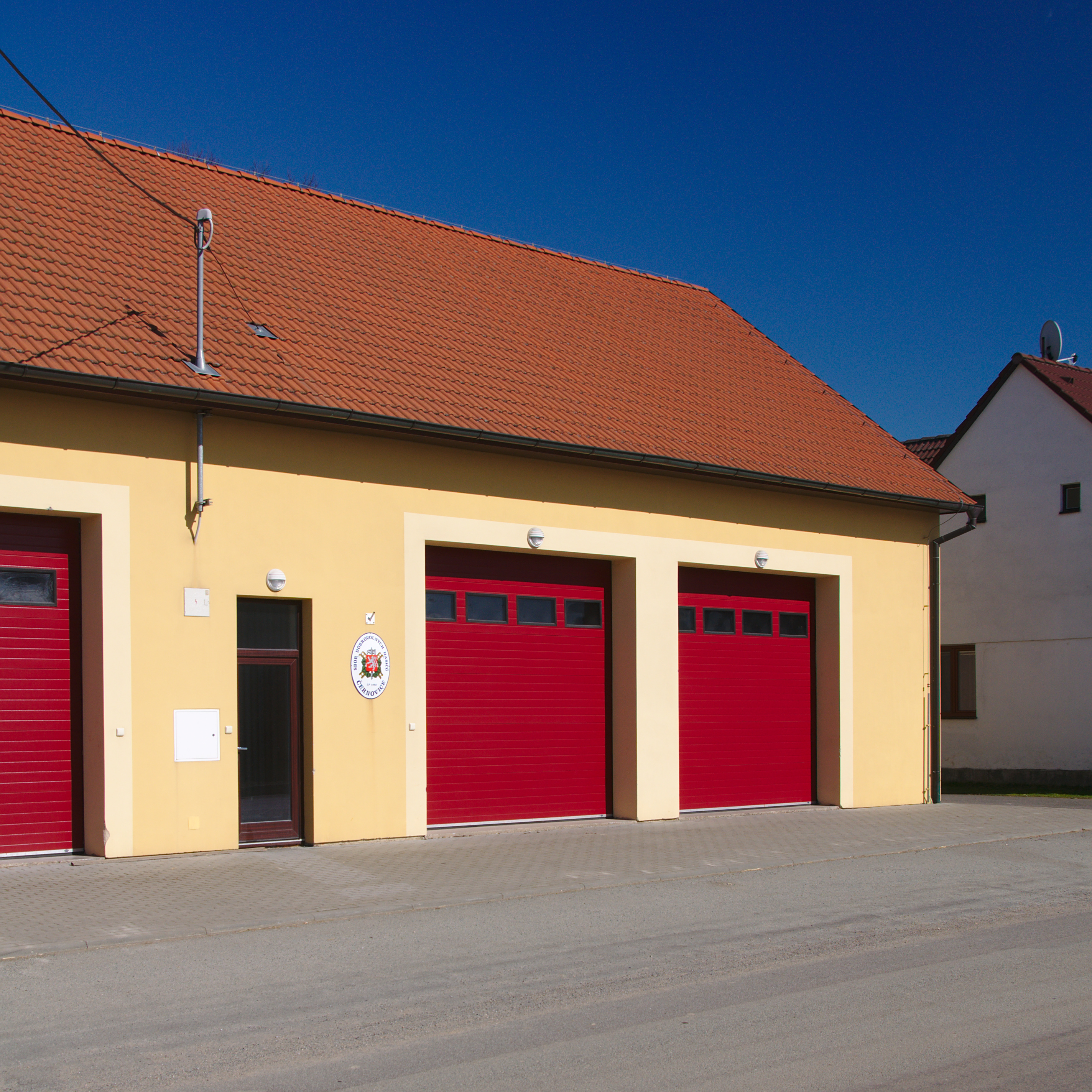
Hasičská zbrojnice
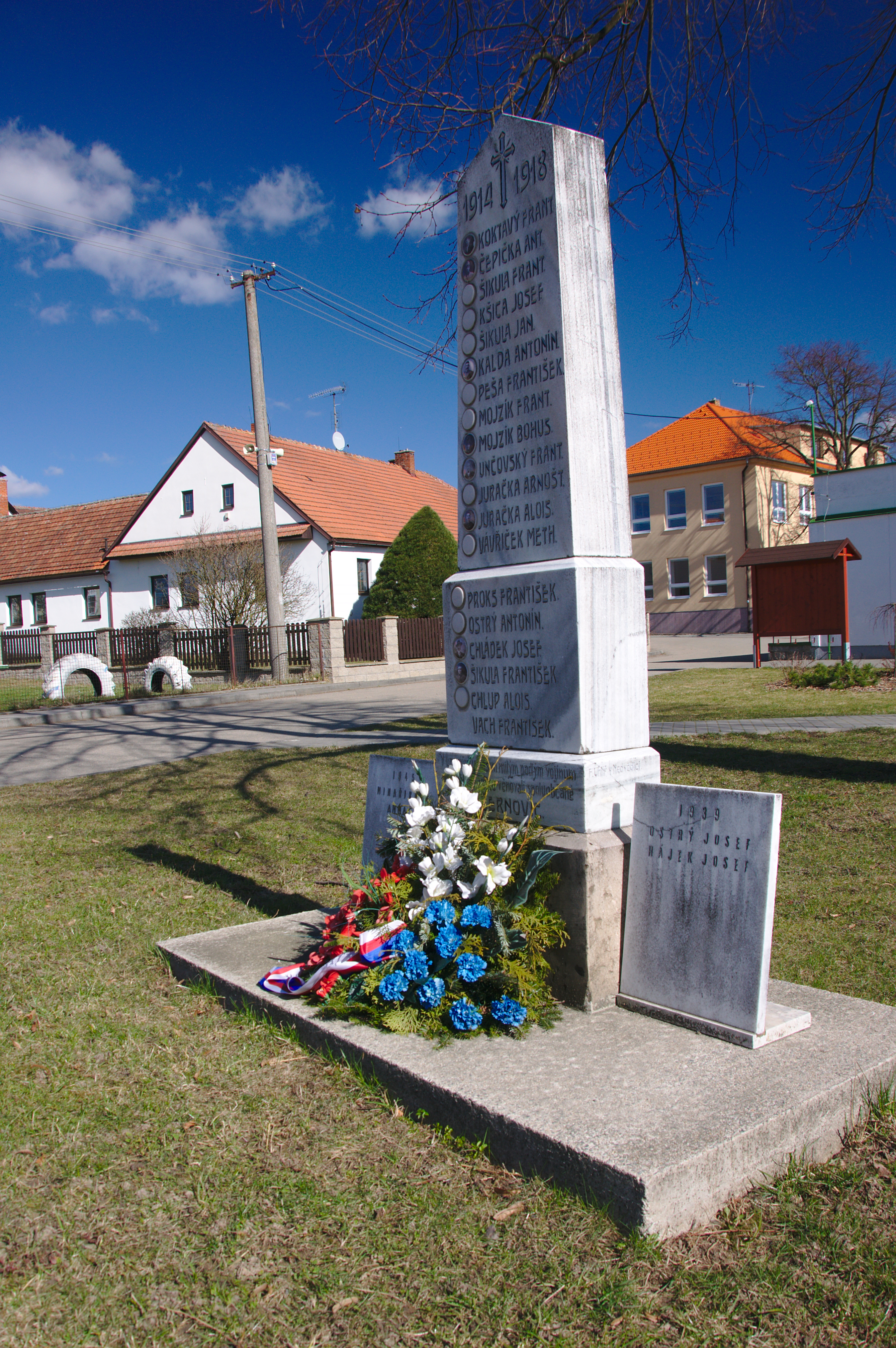
Pomník padlým ve válkách na návsi
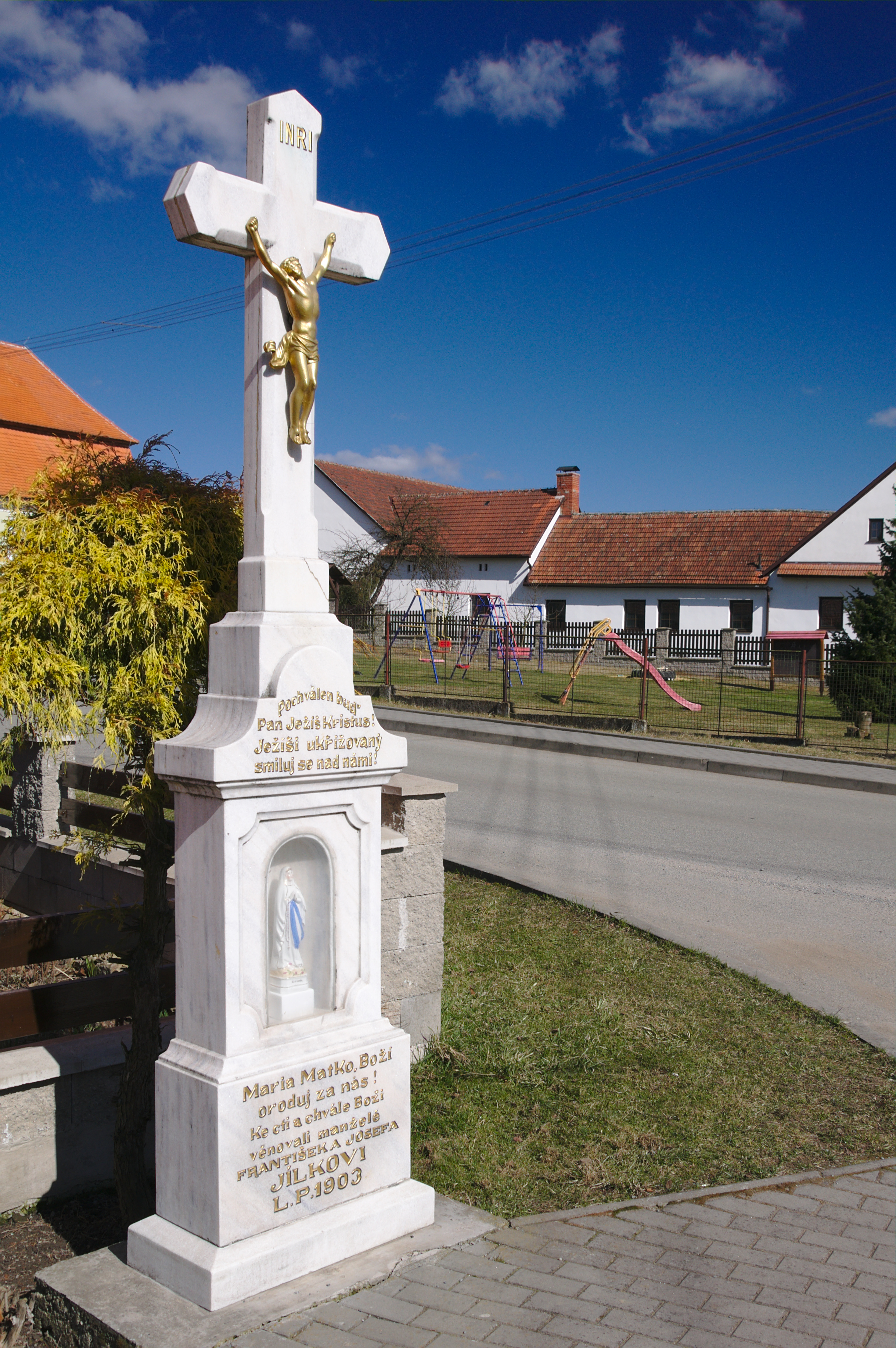
Kříž na návsi